# 卡马里

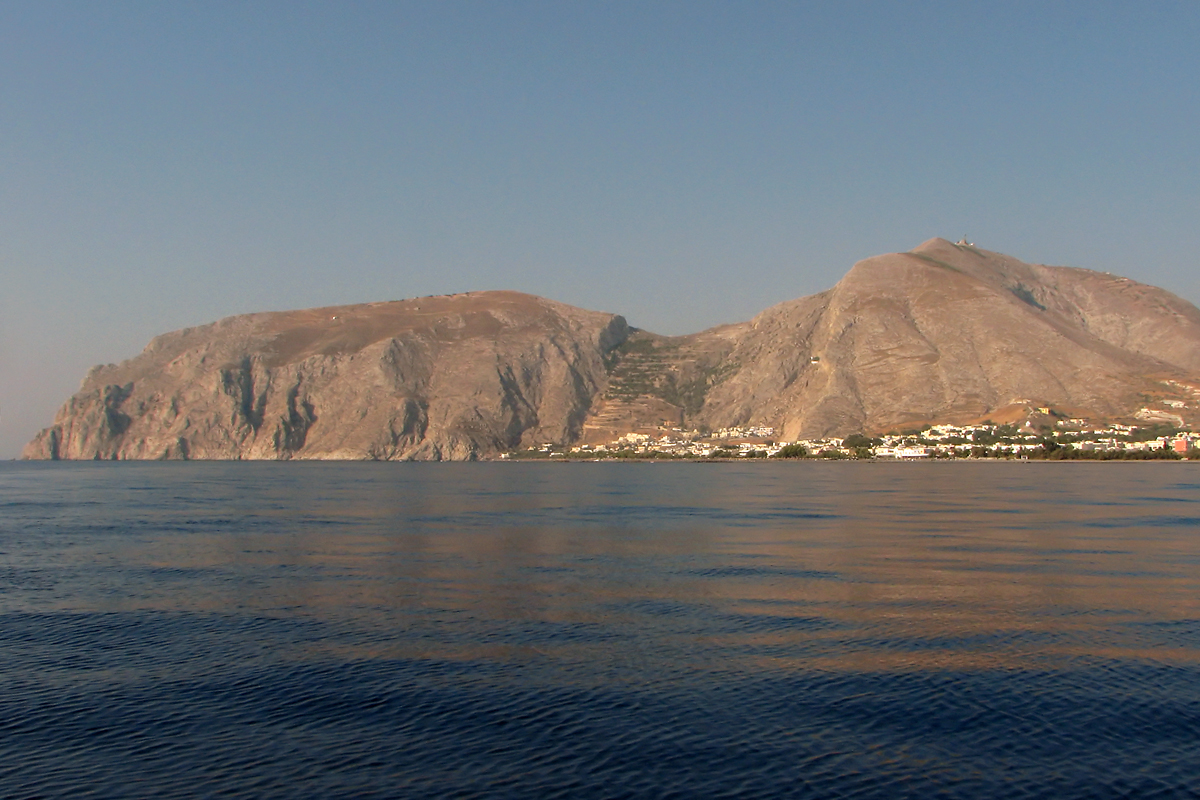

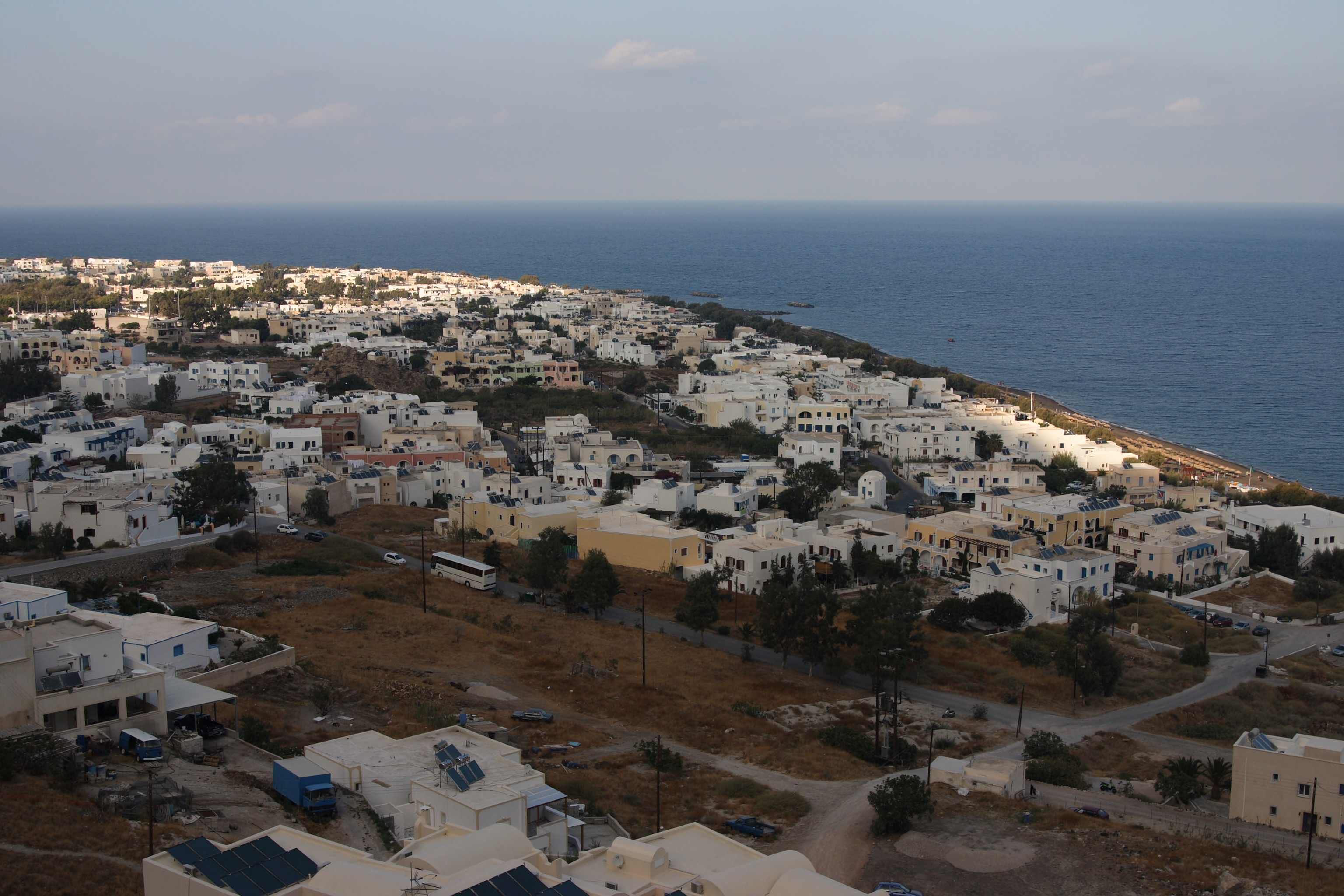

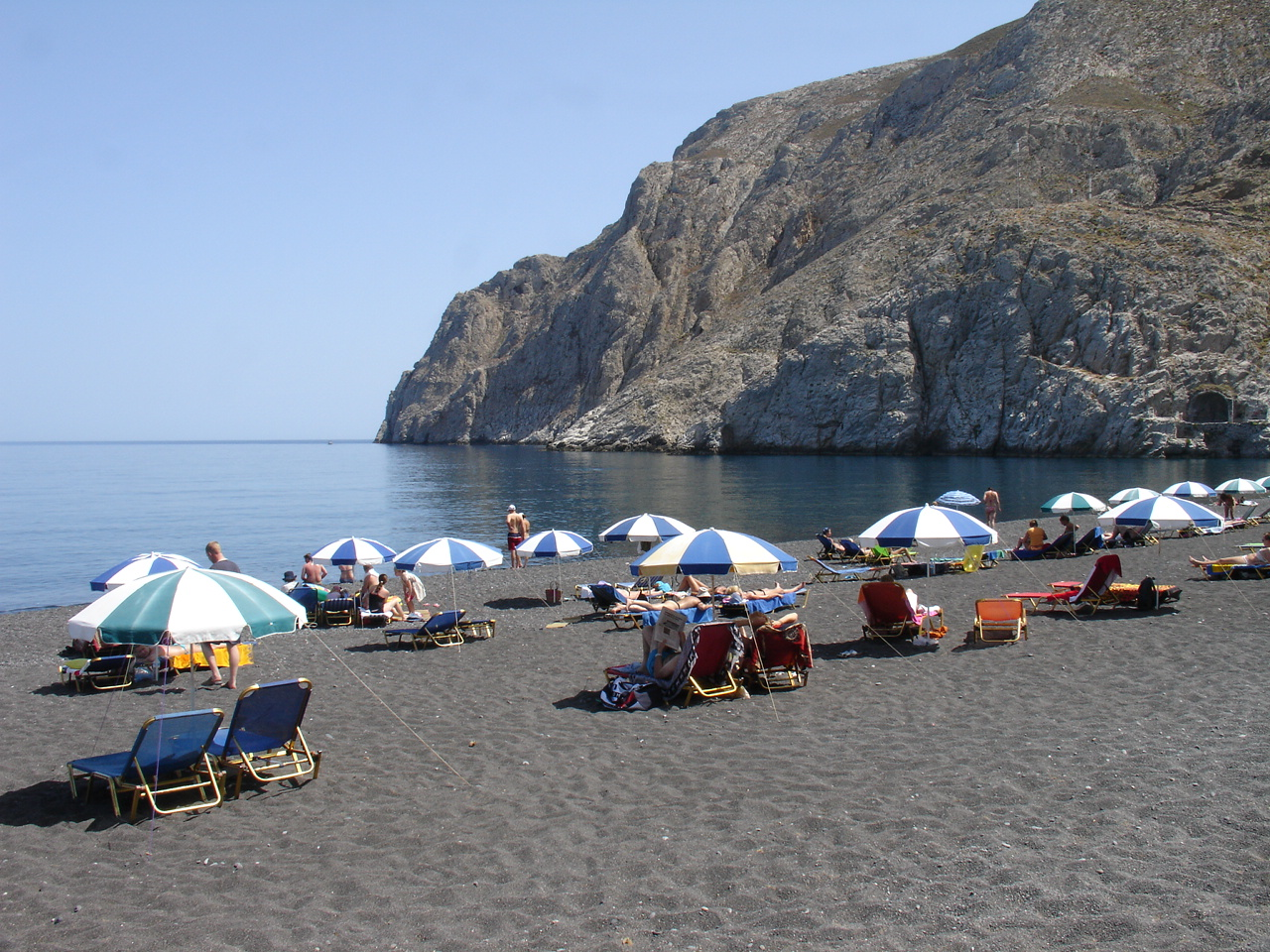

卡马里（羅馬化：Kamari），是希腊爱琴海基克拉泽斯群岛中圣托里尼岛东南部一个沿海村庄。行政上该村隶属于南愛琴大區錫拉專區锡拉市镇费拉市区。距离该岛的首府费拉8公里。2011年时该村人口数量为1,344人。
卡马里由附近Episkopi Gonias村的居民建造，1956年7月，后者被重创圣托里尼的大地震夷为平地。
该村得名于海滩南端的一个小拱门 (希臘語：Καμάρα, Kamara)，是古代波塞冬神庙的遗址。今天，它沿着布满黑色卵石的岛上最长的沙滩，海滩从东北向西南方向延伸，到达Mesa vouno山下。这座山海拔约400米，是圣托里尼的第二高峰。卡马利原是一个农渔业村落，现在拥有蓬勃发展的旅游业，提供住宿，餐馆，咖啡馆，酒吧和夜总会，以及水上运动的多种选择。
2002年，在卡马里发现古风时期供奉阿喀琉斯的神庙。